# 佐藤勝也
佐藤 勝也（さとう かつや、1904年4月10日 - 1988年3月19日）は、日本の政治家、官僚、弁護士。長崎県知事などを務めた。退任後は東京にて弁護士活動をする。趣味の囲碁は2段の腕前だった。

## 経歴
旧制福岡高校を経て東京帝國大学（現・東京大学）法学部に入学。在学中に高等文官試験に合格し、台湾総督府、拓務省などに務めた後、内務省に移り大阪府経済部長、官選の徳島県知事などを歴任した。戦後は岡山県副知事を経て長崎県副知事を6年間務めたが、次期県知事を狙っているとみなされて1957年に西岡竹次郎（西岡武夫の父）に解任された。翌1958年に西岡の死去を受けて長崎県知事選挙に出馬し、前県会議長の金子岩三を破り当選。3期12年を務めた。
1970年の選挙では4選を目指したが、前年に佐藤の片腕とされる池田辰巳県議会議長が刺殺されて暴力団との関係が明らかになった事もあり、県政に対する批判が高まって久保勘一に20万票以上の差で敗れた。1988年3月19日、肺炎のため83歳で逝去した。

## 家族
妻との間に娘3人をもうけ、長女の夫が京都府知事を務めた荒巻禎一、元衆議院議員で京都府議会議員の荒巻隆三は孫にあたる。
| 公職            | 公職                                  | 公職          |
| --------------- | ------------------------------------- | ------------- |
| 先代 西岡竹次郎 | 長崎県知事 公選第4-6代：1958年-1970年 | 次代 久保勘一 |
| 官職            |                                       |               |
| 先代 床次徳二   | 徳島県知事 官選第44代：1947年         | 次代 廃止     |